# Ilha Possessão

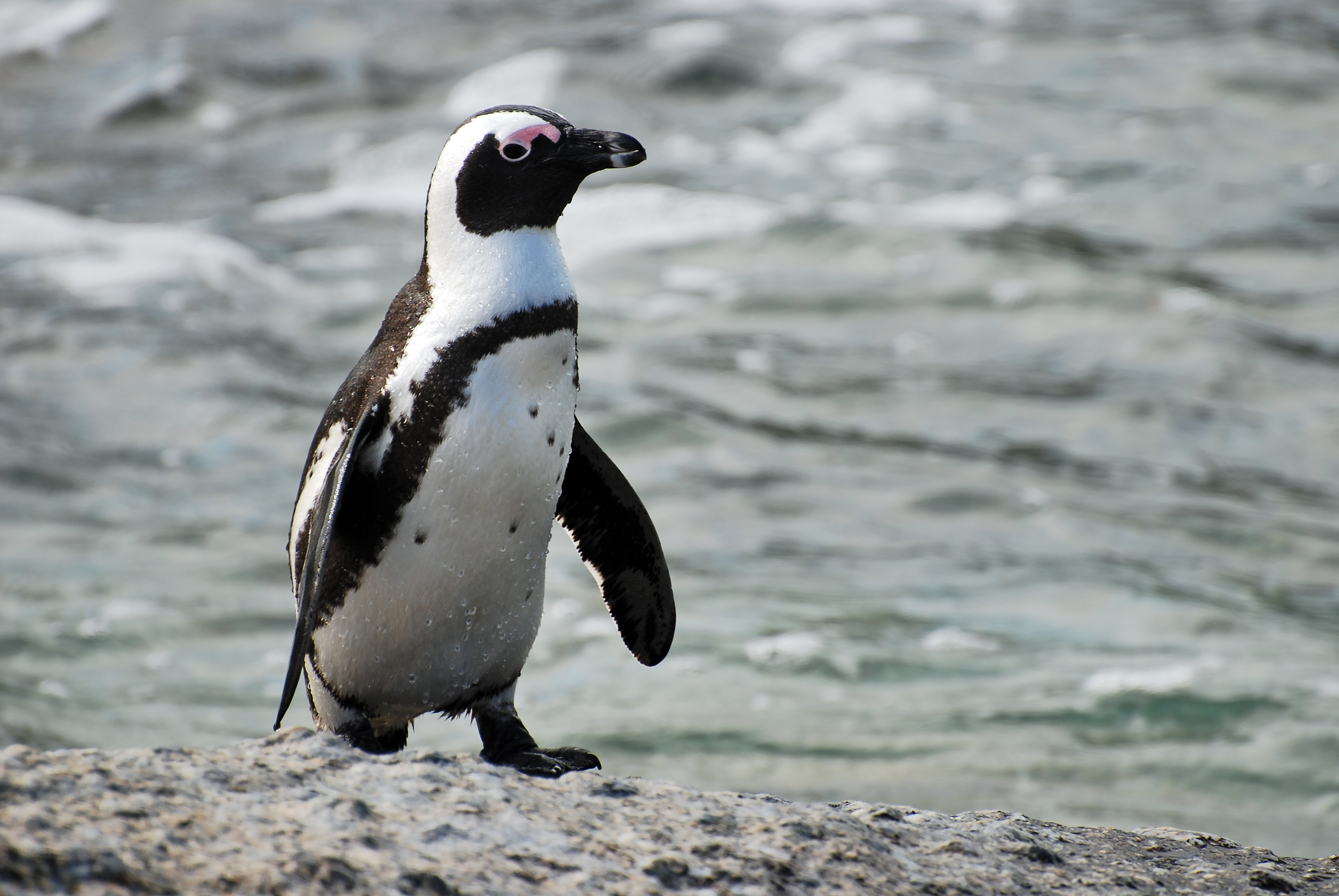
Pinguim-africano, outrora abundante na ilha

A ilha Possessão (Possession Island, em inglês) é parte das Ilhas Pinguim, arquipélago ao sul da costa da Namíbia. É a maior das ilhas costeiras do país, com 80 hectares, e se localiza a 1,6 km da «Costa dos Diamantes» e 40 km ao sul de Lüderitz.
Possessão apresenta terreno árido e pedregoso, com eventual vegetação rasteira arbustiva, onde nidificam algumas espécies de aves, entre elas o pinguim-africano. Na década de 1950, a ilha tinha a maior população de pinguins africanos da Namíbia, com cerca de 46 mil adultos; já em 2001, tinha apenas 2 mil.
Na ilha se produziu guano por muitas décadas, por isso houve um núcleo habitacional com algumas pessoas encarregadas da coleta de tal material.